# Scriptania albofusca
Scriptania albofusca är en fjärilsart som beskrevs av Köhler 1947. Scriptania albofusca ingår i släktet Scriptania och familjen nattflyn. Inga underarter finns listade.